# Westland Lysander
Die Westland Lysander war ein einmotoriges Verbindungsflugzeug des britischen Herstellers Westland Aircraft. Der Hochdecker wurde ab Ende 1938 bei der Royal Air Force eingesetzt.

## Geschichte

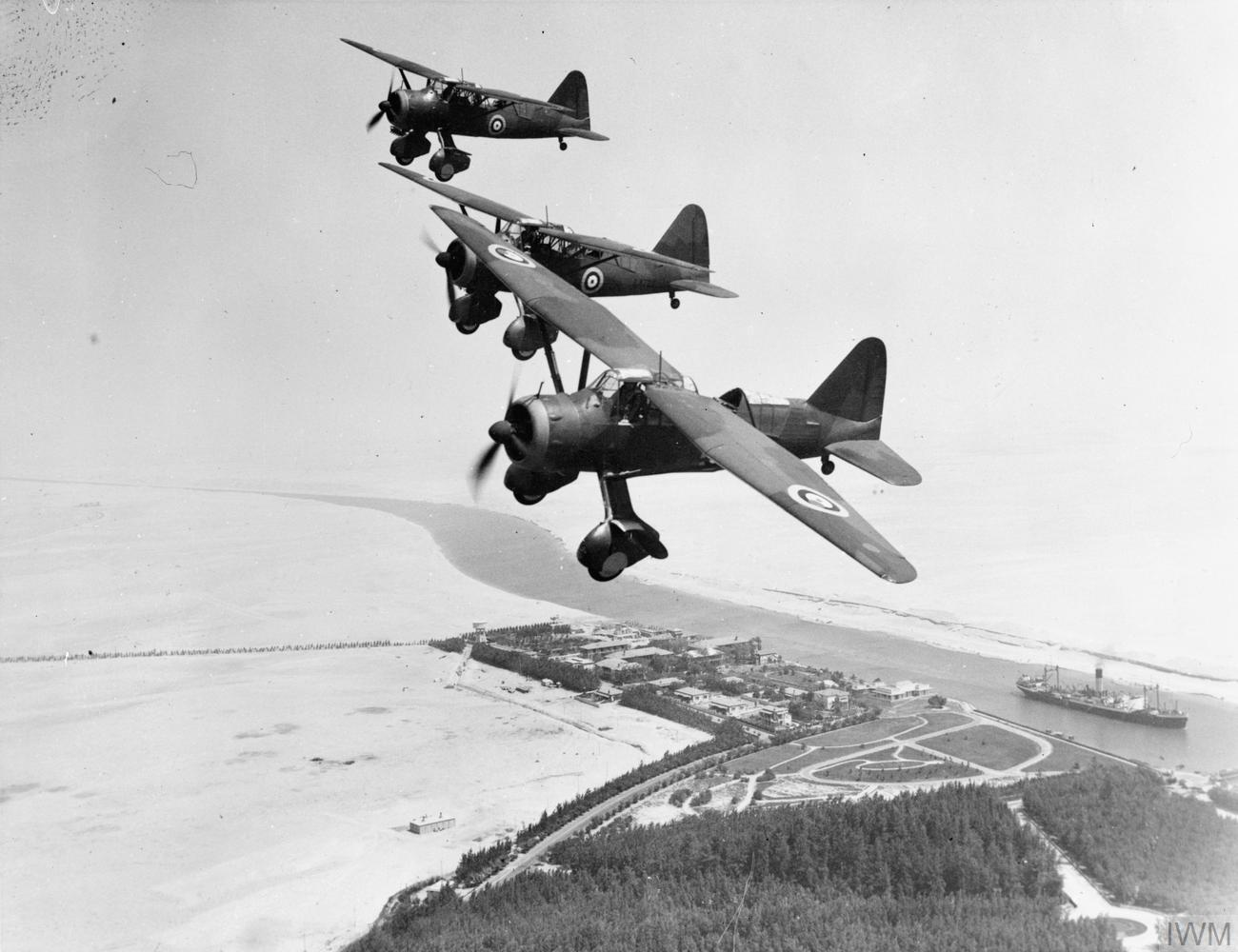
Drei Westland Lysander Mark I bei Ismailia über dem Suezkanal (1939–1945)

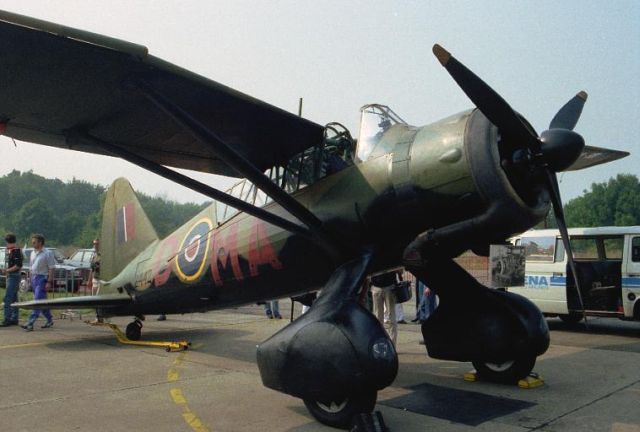
Westland Lysander, 1988

Auf die Spezifikation A.39/34 (Ersatz für Hawker Audax und Hector) von W. E. W. Petter entwickelt, fand der Erstflug des Prototyps (Baunummer K6127) am 15. Juni 1936 statt. Der Name bezieht sich auf die historische Figur Lysander im antiken Griechenland. Schon im September 1936 folgte der erste Serienbau-Auftrag über 144 Flugzeuge, obwohl es ungelöste Trimmprobleme am Leitwerk gab. Am 11. Dezember 1936 flog auch K6128, der zweite Prototyp, der später einen schweren Tragflügelschaden bei Sturzflugtests mit sicherer Landung überstand und ab 1938 für Tropentests in Indien verwendet wurde.
Die Bauserie I lief nach 131 Flugzeugen aus. Sie wurde auf den Produktionsbändern von der Bauserie II abgelöst (433 Maschinen), die den etwas stärkeren Bristol-Perseus-Motor XII (905 h.p.) verwendete und auch etwas schwerer war. Meistgebaute Variante war die Bauserie III bzw. IIIA (804 Flugzeuge), die zum Bristol-Mercury-Motor zurückkehrte (Serie XX, 870 h.p.) und für Spezialaufgaben ausgerüstet werden konnte (III-SD oder IIIA-SD). Sie war die vielseitigste, aber auch die schwerste Lysander (IIIA einschließlich Zusatzpanzerung), was sich in reduzierten Flugleistungen, vor allem bei der Steigfähigkeit und der Höchstgeschwindigkeit in größerer Höhe, bemerkbar machte. Insgesamt wurden einschließlich 225 in Kanada in Lizenz gefertigter Maschinen 1593 Flugzeuge des Typs Lysander gebaut.
Eine interessante Variante war die 1941 mit dem umgebauten ersten Prototyp getestete Ausrüstung mit einem Maschinengewehr-Heckturm und Doppelleitwerk. Trotz guter Flugleistungen gab es keine wirkliche Verwendung hierfür, und das Projekt wurde nicht weiter verfolgt.

## Nutzung

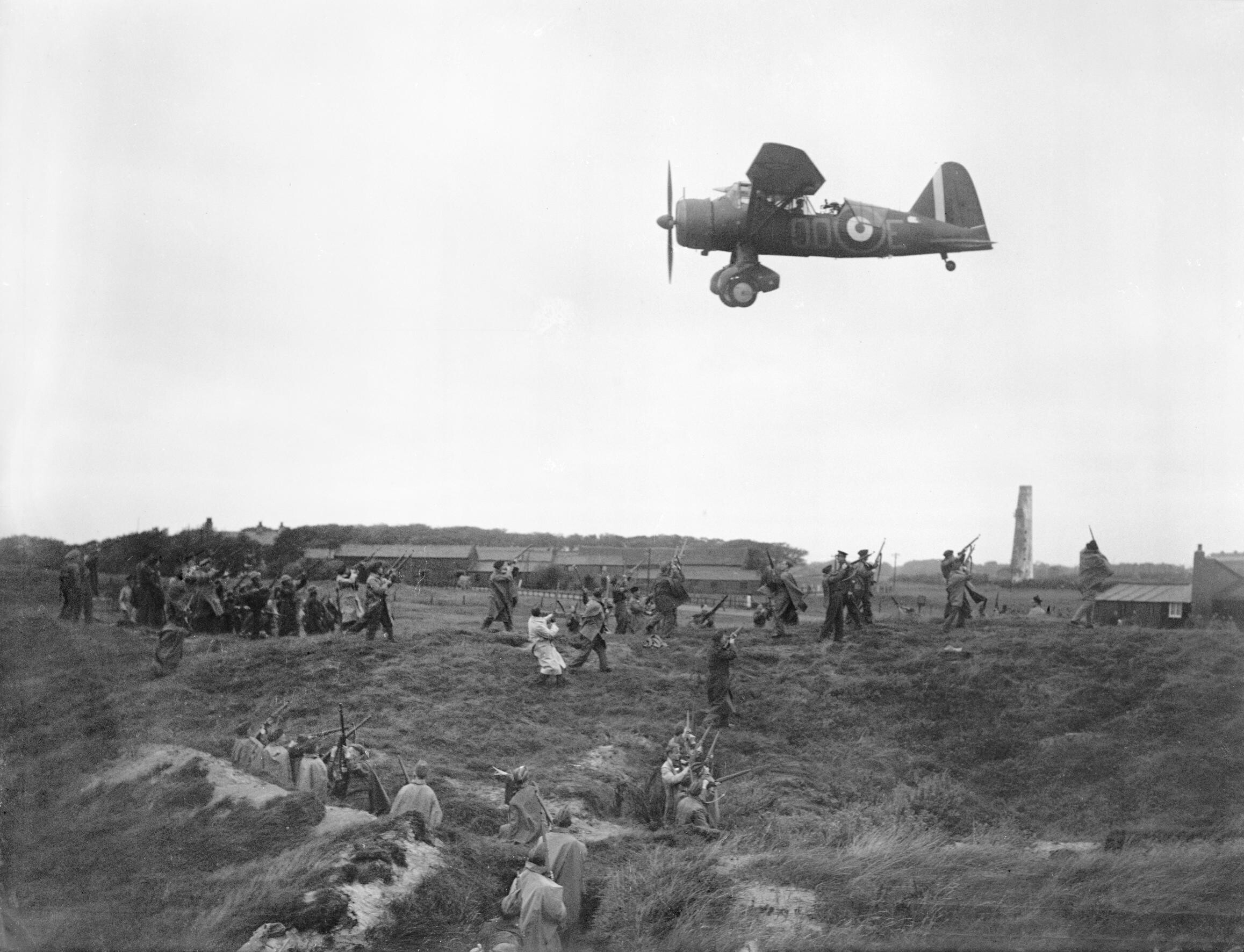
Eine Westland Lysander bei Zielübungen der Britischen Heimwehr, September 1940

Im Juni 1938 rüstete die No.16 Army Co-operation Squadron als erste Einheit der Royal Air Force auf Lysander um. Von der Bauserie I gingen 18 Flugzeuge nach Ägypten, obwohl auch die Royal Air Force (beginnend mit der 208 Sqdn. im Januar 1939) dort eigene Lysander stationierte. Spätere Bauserien wurden in geringen Stückzahlen an Luftwaffen weiterer Länder geliefert, so an Finnland, die Türkei, Irland und schließlich Portugal. Auch die kanadische Luftwaffe und die freifranzösischen Streitkräfte sowie exilpolnische Einheiten nutzten die Lysander.
Ab 1939 wurden Lysander-Staffeln nach Frankreich verlegt. Insgesamt kamen dort bis Mai 1940 174 Flugzeuge zum Kriegseinsatz, von denen 118 verloren gingen. Die langsame Maschine war eine leichte Beute für moderne Jagdflugzeuge, obwohl sie recht gut bewaffnet war und in Einzelfällen auch Luftkampfsiege errang. Bekannt wurde dann die „Rückkehr nach Frankreich“ während der Zeit der deutschen Besatzung, in der speziell nachgerüstete, in RAF Tempsford stationierte Lysander III Spezialeinsätze wie Einfliegen von Agenten, das Versorgen der Résistance, das Ausfliegen wichtiger Personen und ähnliche Spezialaufgaben in Frankreich durchführten. Wesentlich war dabei die Fähigkeit der Lysander, auf unvorbereiteten Pisten wie Feldern und Straßen je nach Bedarf landen und starten zu können, oft nachts. Über 400 dieser Einsätze fanden bis 1944 statt, mit nur zwei verlorenen Flugzeugen. Die überwiegend schwarz gestrichenen Flugzeuge führten auch spezielle, schwer erkennbare Hoheitszeichen (hellblau/dunkelblau statt blau/weiß/rot).
Die letzte Einsatzstaffel (357. Sqdn.) flog den Typ bis November 1945, und im Januar 1946 endete die Verwendung in der Royal Air Force. Die letzten Einsätze des Typs überhaupt fanden durch die zwölf ägyptischen Maschinen der 3. ägyptischen Luftwaffenstaffel 1948 im ersten Krieg gegen Israel statt. Einige Maschinen blieben in Kanada aber bis in die fünfziger Jahre im zivilen Einsatz oder in Reserve. Heute fliegen immer noch einzelne restaurierte Exemplare, die gelegentlich bei Oldtimer-Flugshows beobachtet werden können.

## Produktionszahlen
Die Lysander wurde in Großbritannien bei Westland und in Kanada bei National Steel Car gebaut.
| Version         | Anzahl |
| --------------- | ------ |
| Mk I, Mk II     | 1.032  |
| T.T.IIIa        | 100    |
| Mk III, Mk IIIa | 320    |
| Summe           | 1.452  |

In Kanada wurden 75 Mk I und 150 Mk IIIa, zusammen 225 Lysander, gebaut.
| Jahr     | Anzahl |
| -------- | ------ |
| bis 1938 | 84     |
| 1939     | 327    |
| 1940     | 621    |
| 1941     | 420    |
| Summe    | 1.452  |

## Einordnung
Die Lizzie kann als das britische Gegenstück zum Fieseler Storch gesehen werden: beide waren Schulterdecker, großzügig mit Auftriebshilfen und starrem Fahrwerk versehen und hatten eine sehr kurze Start- und Landestrecke (STOL-Eigenschaften). Im Gegensatz zur Fieseler Storch, deren Vorflügel (zur Beschleunigung der Luftströmung auf der Flügeloberseite im Langsamflug) fest angebracht waren (engl. „leading-edge slots“) und im Reiseflug erhöhten Widerstand verursachten, verfügte die Lysander (wie zum Beispiel auch die Messerschmitt Bf 109) über bewegliche Vorflügel, die im Reiseflug widerstandsarm bündig in den Flügel ein- und beim Unterschreiten einer kritischen Geschwindigkeit automatisch ausfuhren (engl. automatic leading-edge Handley-Page slats). Die Lysander war zudem größer und stärker, so dass sie neben den Verbindungsaufgaben noch eine Reihe anderer Rollen spielen konnte: Zielschleppflugzeug, Seenotrettungsflugzeug, Schleppflugzeug für Segelflugzeuge und sogar leichter Bomber. Am bekanntesten wurde sie aber wahrscheinlich als das Flugzeug, mit dem die SOE ihre Agenten im besetzten Europa absetzte.

## Technische Daten

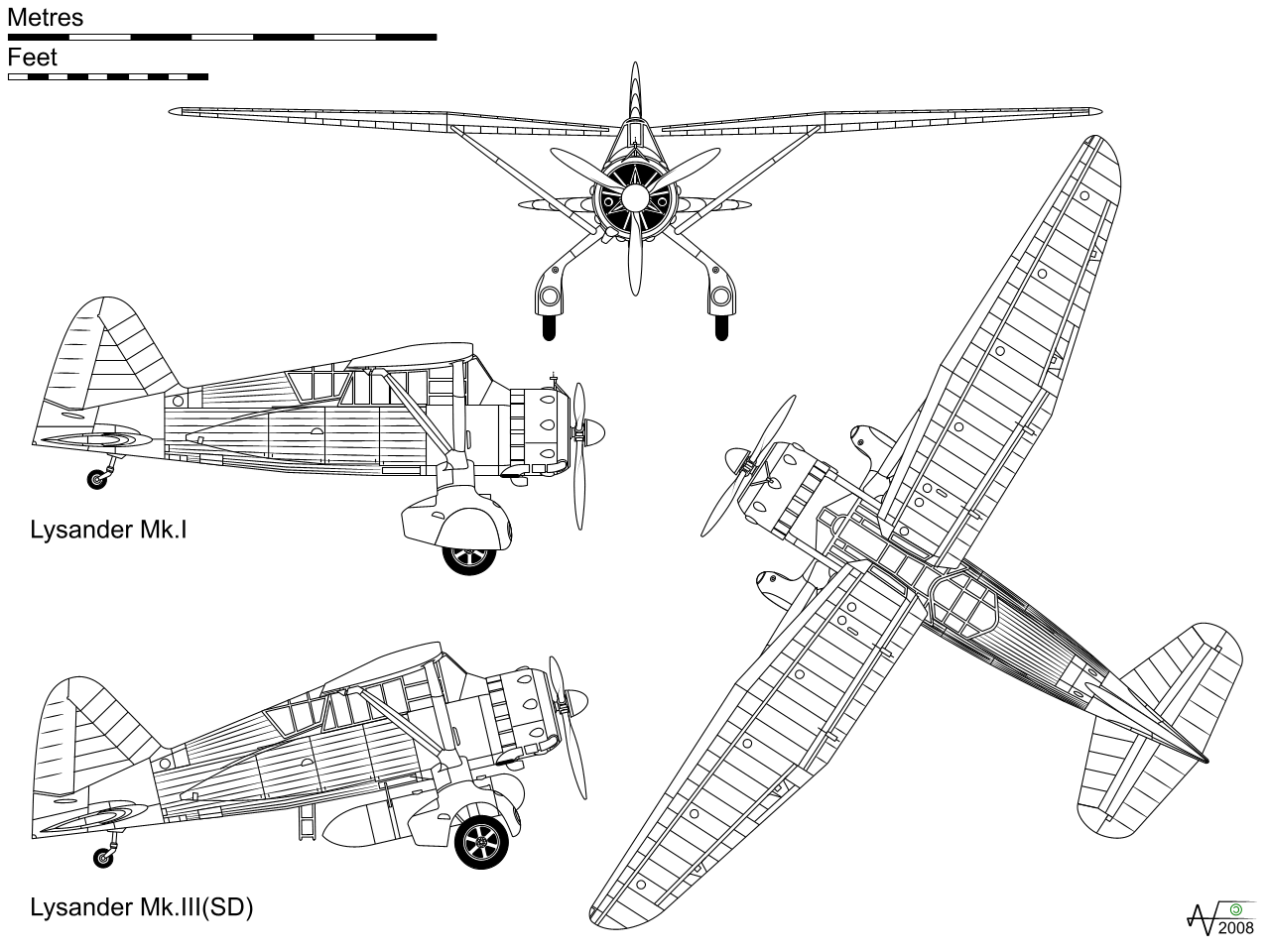
Westland Lysander Mk. III

| Kenngröße             | Lysander Mk.I                                       | Lysander Mk.III                                    |
| --------------------- | --------------------------------------------------- | -------------------------------------------------- |
| Besatzung             | 2                                                   | 2                                                  |
| Länge                 | 9,30 m                                              | 9,30 m                                             |
| Spannweite            | 15,25 m                                             | 15,24 m                                            |
| Höhe                  | 3,50 m                                              | 4,42 m                                             |
| Leermasse             | 1845 kg                                             | 1980 kg                                            |
| Startmasse            | 2690 kg                                             | 2865 kg                                            |
| Höchstgeschwindigkeit | 366 km/h in 3048 m Höhe                             | 340 km/h                                           |
| Dienstgipfelhöhe      | 8090 m                                              | 6550 m                                             |
| Reichweite            | 800 km                                              | 970 km                                             |
| Triebwerke            | ein Sternmotor Bristol Mercury III; 890 PS (655 kW) | ein Sternmotor Bristol Mercury XX; 882 PS (649 kW) |
| Bewaffnung            | vier 7,7-mm-MG, bis zu sechs kleine Bomben          | vier 7,7-mm-MG 227 kg Bombenlast                   |